# Hyrrokkin
Hyrrokkin segundo a Mitologia nórdica, era uma gigante.
Depois de assassinado pelo seu irmão, Balder foi colocado no navio Hringhorni para ser cremado. Como aquele era o maior navio do mundo, ninguém conseguia lançá-lo ao mar. Então, convidaram Hyrrokkin para os ajudar. A gigante chegou num lobo, com víboras como freios. Hyrrokkin empurrou o barco, para ele deslizar para a água.
Hyrrokkin aparece representada na pedra "DR 284", uma das pedras do Monumento Hunnestad (em sueco: Hunnestadsmonumentet), na Suécia.